# Tiger-Klasse
| FRG Naval Ensign         | FRG Naval Ensign | FRG Naval Ensign |
| ------------------------ | --- | ---------------- |
| Schnellboot Reiher P6159 | |                  |
| Klasse                   | 148 |                  |
| Typ                      | Flugkörperschnellboot |                  |
| Typboot                  | S 41 Tiger |                  |
| Einheiten                | 20 für die Bundesmarine |                  |
| Dienstzeit               | 1972–2002 Deutschland seit ??? Ägypten seit 1997 Chile seit 1995 Griechenland                                                                                          |                  |
| Technische Daten         | |                  |
| Verdrängung              | 265 t |                  |
| Länge                    | 47 Meter |                  |
| Breite                   | 7 Meter |                  |
| Tiefgang                 | 2,7 Meter |                  |
| Geschwindigkeit:         | 38 kn |                  |
| Besatzung                | 30 |                  |
| Antrieb                  | 4× Dieselmotoren MTU 872-D 4 Propeller |                  |
| Leistung                 | 10.690 kW / 14.400 PS (4× 3.600 PS) |                  |
| Reichweite               | 570 sm mit 30 kn, 1600 sm mit 15 kn |                  |
| Bewaffnung               | - 4× Seezielflugkörper MM 38 Exocet - 1× OTO-Melara-Geschütz 76/62 Compact - 1× 40-mm-L/70-Bofors-Flak optional: - Minenlegevorrichtung (bis 8 Minen)                  |                  |
| Elektronik               | - Seeraumüberwachungsradar Triton G - Feuerleitradar Castor-148 - Navigationsradar SMA 3RM 20 - Radar-, Führungs- und Waffenleitsystem PALIS - Datenfunksystem Link 11 |                  |

Die Tiger-Klasse (148) war eine Klasse von Flugkörperschnellbooten der Deutschen Marine, die von 1972 bis 2002 im Dienst standen. Sie wurden in Frankreich auf der Grundlage von Entwürfen der deutschen Lürssenwerft entwickelt. Daraus entstand eine Familie von Bootsklassen, die als La Combattante bekannt und erfolgreich exportiert wurde. Die Entsprechung der deutschen Boote war dabei die La-Combattante-II-Klasse. Die 20 für die Bundesmarine beschafften Boote wurden teilweise von der Lürssenwerft gefertigt.

## Entwicklung
Schon Anfang der 1960er-Jahre begannen die Planungen für die Nachfolger der bei der Bundesmarine eingeführten Schnellbootsklassen. An den deutschen Schnellbooten zeigte sich auch Israel interessiert. Als aufgrund des Kriegswaffenkontrollgesetzes ein Export aus Deutschland nicht möglich erschien, wurden die Pläne in Zusammenarbeit mit der französischen „Chantiers des Constructions Mechaniques de Normandie“ in Cherbourg für Israel umgesetzt. Dort wurde zunächst die „La Combattante“ gebaut, die den deutschen Booten der Jaguar- und Zobel-Klasse äußerlich noch sehr ähnlich sah, aber im Unterschied zur Konstruktion von Lürssen einen Stahlrumpf hatte. Dieses Boot blieb ein Einzelstück. Daraus wurde unmittelbar die „La-Combattante-II-Klasse“ mit einer Bewaffnung aus vier Seezielflugkörpern und je einem 76-mm- und 40-mm-Geschütz weiterentwickelt.

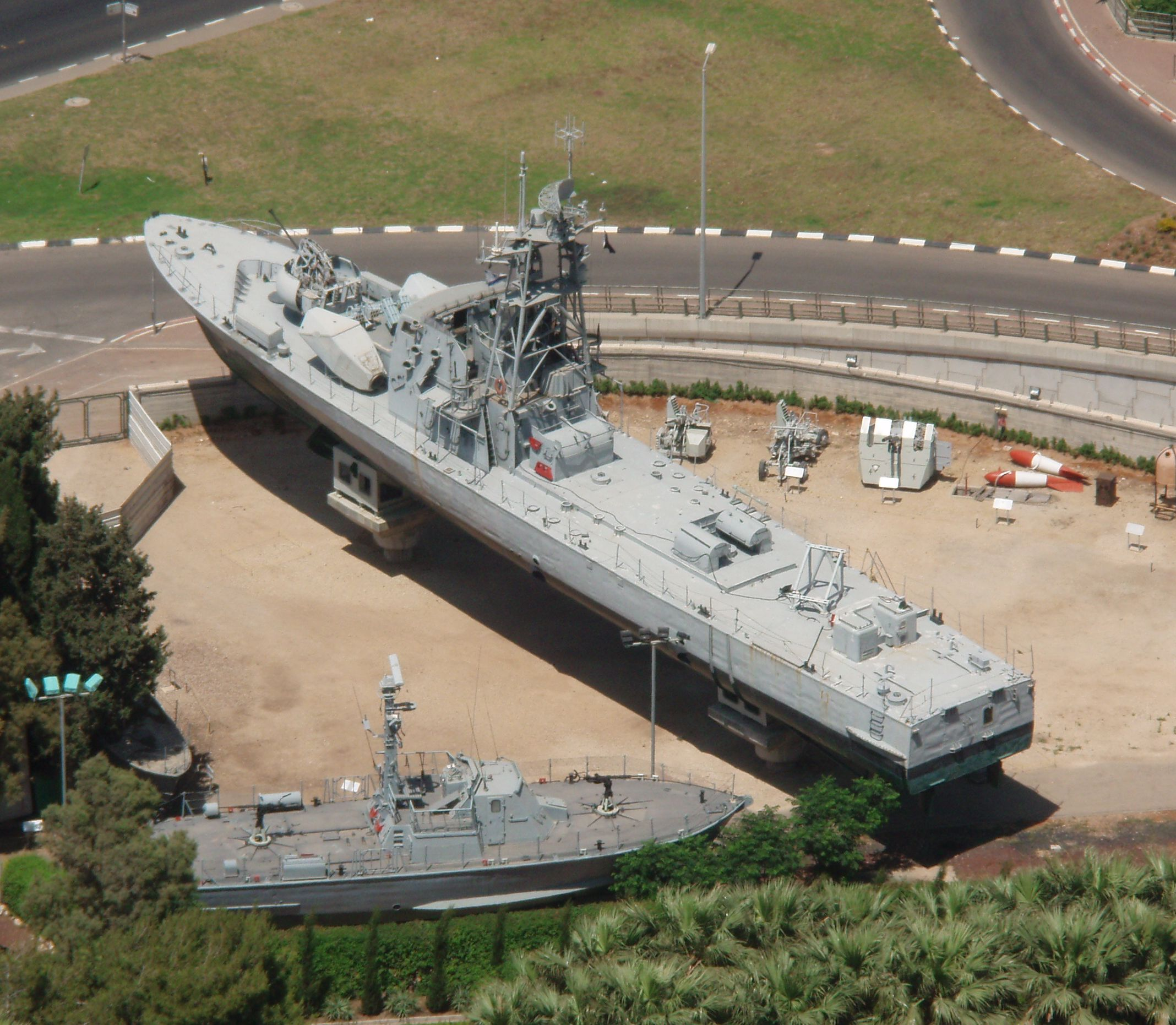
Israelisches Boot der Sa'ar-Klasse, die Grundlage für die La-Combattante-II-Klasse war

Die La-Combattante-II-Klasse war für Frankreich im Export sehr erfolgreich, so erhielten außer Deutschland (20) auch Griechenland (4), Malaysia (4), Iran (12) und Libyen (10) Boote dieses Typs. Die Klasse wurde weiterentwickelt und als La Combattante III an weitere Länder geliefert.

## Einsatz bei der Bundesmarine
Als der Ersatz der deutschen Jaguar-Schnellboote anstand, war die Entwicklung der späteren Albatros-Klasse (143) bei Lürssen noch nicht abgeschlossen. Auf der Suche nach schnell verfügbaren Alternativen konnte sich Frankreich 1970 mit seinem Angebot von Booten der La-Combattante-II-Klasse in der Ausschreibung durchsetzen (je Boot 43 Millionen DM). Acht der Boote wurden von Lürssen nach der Lieferung der rohen Bootskörper aus Frankreich fertiggestellt.

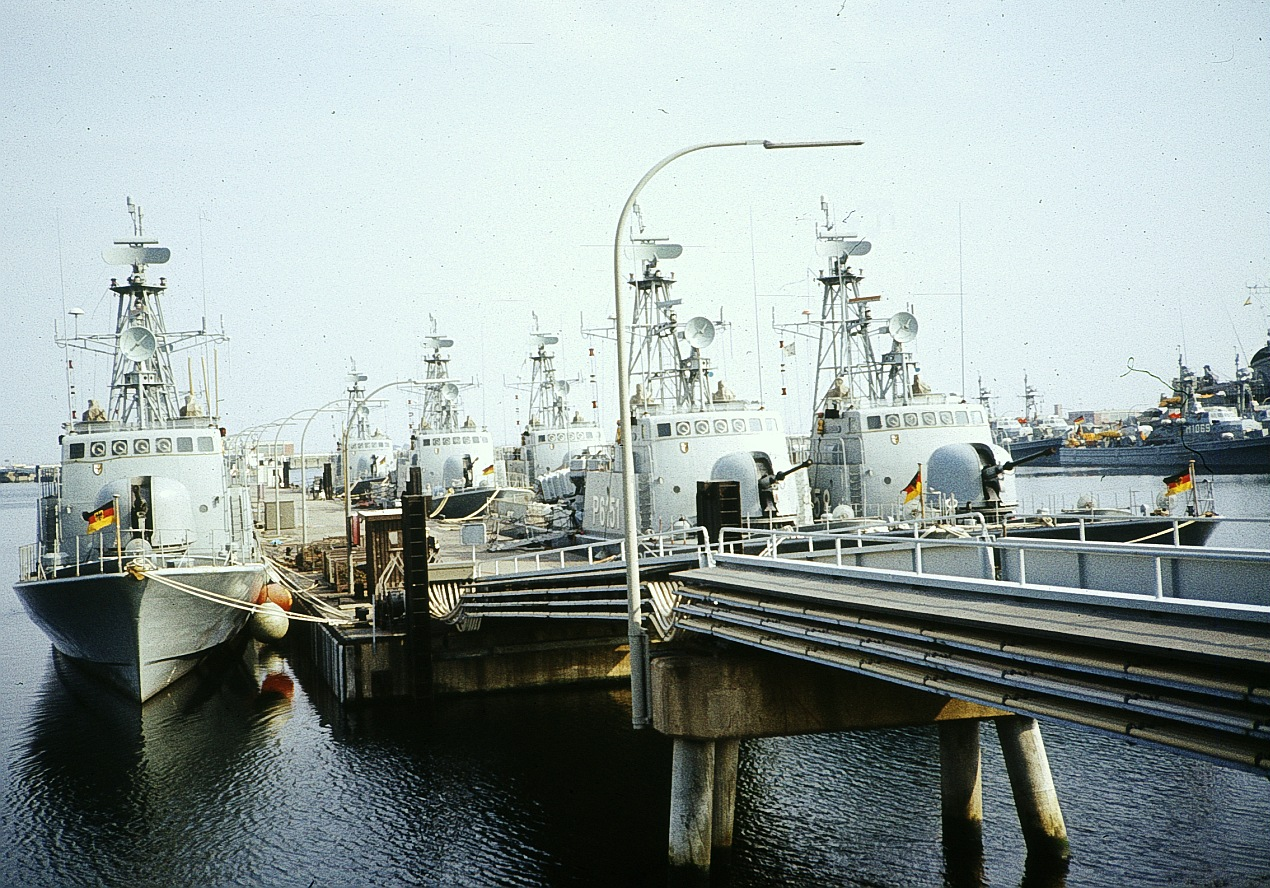
Boote der Tiger-Klasse im Hafen Olpenitz

Die Boote wurden bei der Bundesmarine zunächst als „Klasse 148“ in Dienst gestellt und ersetzten ab Mitte der 1970er-Jahre die Boote der Jaguar-Klasse des 3. und 5. Schnellbootgeschwaders. Zunächst erhielten die Boote keine Namen. Erst 1982 wurden die alten Namen auf Wunsch der Besatzungen, die diese und die damit verbundenen Traditionen wie etwa die Städtepartnerschaften inoffiziell fortgeführt hatten, wieder eingeführt. Damit erhielt die Klasse ihre heute bekannte Bezeichnung Tiger-Klasse.
Sie waren für die Überwachung und die Kampfführung in Nord- und Ostsee konzipiert und wurden in den 30 Jahren Dienstzeit bei der Bundesmarine und deutschen Marine mehrfach nachgerüstet. Nach der Außerdienststellung wurden sie an verschiedene Länder verkauft oder verschrottet. Es wurde kein Ersatz beschafft. Aufgrund der veränderten Einsatzbedingungen setzt die Deutsche Marine keine Schnellboote mehr ein.

## Merkmale
Als Plattform für vier Seezielflugkörper und mit erheblich ausgeweiteter elektronischer Kapazität übertrafen sie ihre Vorgänger in der Verdrängung um etwa ein Drittel. Die Boote der Tiger-Klasse waren die einzigen deutschen Schnellboote mit Metallrümpfen.
Der Antrieb der deutschen Boote erfolgte durch vier MTU-Turbodieselmotoren Typ 872-D mit je 3.600 PS (V16-Zylinder mit zwei Turboladern, 86 Liter Hubraum) auf vier Wellen. Zur Stromerzeugung wurden drei V8-Diesel-Drehstrom-Generatoren MWM 232 mit je 88 kW installiert.
Die Hauptwaffen waren die vier Flugkörper MM38 „Exocet“ auf dem Achterdeck sowie ein 76-mm-Geschützturm auf dem Vordeck und eine 40-mm-Flak am Heck. Die Flugkörper waren in zwei Doppelstartern aufgestellt, die jeweils schräg nach Backbord und Steuerbord voraus gerichtet waren. Die Tiger-Klasse war mit verschiedenen Radar- und Feuerleitanlagen und dem automatisierten LINK-11-Datenfunksystem zur schnellen Lagebildübermittlung ausgestattet. Zum Eigenschutz standen elektronische Störmaßnahmen, Radarscheinziele und Infrarot-Täuschkörper zur Verfügung.

## Boote
| NATO Kennung | Deutsche Kennung | Name    | Indienststellung | Außerdienststellung | Geschwader                          | Verbleib                                                                                   |
| ------------ | ---------------- | ------- | ---------------- | ------------------- | ----------------------------------- | ------------------------------------------------------------------------------------------ |
| P6141        | S 41             | Tiger   | 31. Okt. 1972    | 22. Sep. 1998       | 3. Schnellbootgeschwader, Flensburg | 22. September 1998, chilenische Marine „Uribe“ (LM-39), Außerdienststellung März 2014      |
| P6142        | S 42             | Iltis   | 8. Jan. 1973     | 15. Okt. 1992       | 3. Schnellbootgeschwader, Flensburg | griechische Marine „Simaiforos Votsis“ (P-72)                                              |
| P6143        | S 43             | Luchs   | 9. Apr. 1973     | 27. Aug. 1998       | 3. Schnellbootgeschwader, Flensburg | chilenische Marine als Ersatzteilträger                                                    |
| P6144        | S 44             | Marder  | 14. Juni 1973    | 25. Mai 1994        | 3. Schnellbootgeschwader, Flensburg | griechische Marine „Plotarhis Vlahavas“ (P-74), außer Dienst 2011                          |
| P6145        | S 45             | Leopard | 21. Aug. 1973    | 28. Sep. 2000       | 3. Schnellbootgeschwader, Flensburg | griechische Marine „Ipopliarchos Tournas“ (P-76), außer Dienst 2011                        |
| P6146        | S 46             | Fuchs   | 17. Okt. 1973    | 16. Dez. 2002       | 3. Schnellbootgeschwader, Flensburg | ägyptische Marine „6. October“                                                             |
| P6147        | S 47             | Jaguar  | 13. Nov. 1973    | 28. Sep. 2000       | 3. Schnellbootgeschwader, Flensburg | griechische Marine „Plotarhis Sakipis“ (P-77), außer Dienst 2011                           |
| P6148        | S 48             | Löwe    | 9. Jan. 1974     | 16. Dez. 2002       | 3. Schnellbootgeschwader, Flensburg | ägyptische Marine „21. October“                                                            |
| P6149        | S 49             | Wolf    | 26. Feb. 1974    | 27. Aug. 1997       | 3. Schnellbootgeschwader, Flensburg | 27. August 1997, chilenische Marine „Riquelme“ (LM-36) Außerdienststellung Dezember 2012.  |
| P6150        | S 50             | Panther | 27. März 1974    | 27. Sep. 2001       | 3. Schnellbootgeschwader, Flensburg | 2003 verschrottet                                                                          |
| P6151        | S 51             | Häher   | 12. Juni 1974    | 24. Juni 1994       | 5. Schnellbootgeschwader, Olpenitz  | griechische Marine „Plotarhis Maridhakis“ (P-75)                                           |
| P6152        | S 52             | Storch  | 17. Juli 1974    | 16. Nov. 1992       | 5. Schnellbootgeschwader, Olpenitz  | griechische Marine „Antipliarchos Pezopoulos“ (P-73)                                       |
| P6153        | S 53             | Pelikan | 24. Sep. 1974    | 4. Juni 1998        | 5. Schnellbootgeschwader, Olpenitz  | chilenische Marine Ersatzteilträger                                                        |
| P6154        | S 54             | Elster  | 14. Nov. 1974    | 27. Aug. 1997       | 5. Schnellbootgeschwader, Olpenitz  | 27. August 1997, chilenische Marine „Orella“ (LM-37) Außerdienststellung Dezember 2014.    |
| P6155        | S 55             | Alk     | 7. Jan. 1975     | 13. Mai 2002        | 5. Schnellbootgeschwader, Olpenitz  | ägyptische Marine „23. October“                                                            |
| P6156        | S 56             | Dommel  | 12. Feb. 1975    | 16. Dez. 2002       | 5. Schnellbootgeschwader, Olpenitz  | ägyptische Marine „18. June“                                                               |
| P6157        | S 57             | Weihe   | 3. Apr. 1975     | 16. Dez. 2002       | 5. Schnellbootgeschwader, Olpenitz  | ägyptische Marine „25. April“                                                              |
| P6158        | S 58             | Pinguin | 22. Mai 1975     | 28. Juni 2001       | 5. Schnellbootgeschwader, Olpenitz  | 2003 verschrottet                                                                          |
| P6159        | S 59             | Reiher  | 24. Juni 1975    | 27. Jan. 2001       | 5. Schnellbootgeschwader, Olpenitz  | 2003 verschrottet                                                                          |
| P6160        | S 60             | Kranich | 6. Aug. 1975     | 22. Sep. 1998       | 5. Schnellbootgeschwader, Olpenitz  | 22. September 1998, chilenische Marine „Serrano“ (LM-38) Außerdienststellung Dezember 2014 |

## Verweise